# Marpesia zerynthia
Marpesia zerynthia är en fjärilsart som beskrevs av Jacob Hübner 1823. Marpesia zerynthia ingår i släktet Marpesia och familjen praktfjärilar. Inga underarter finns listade i Catalogue of Life.

## Bildgalleri

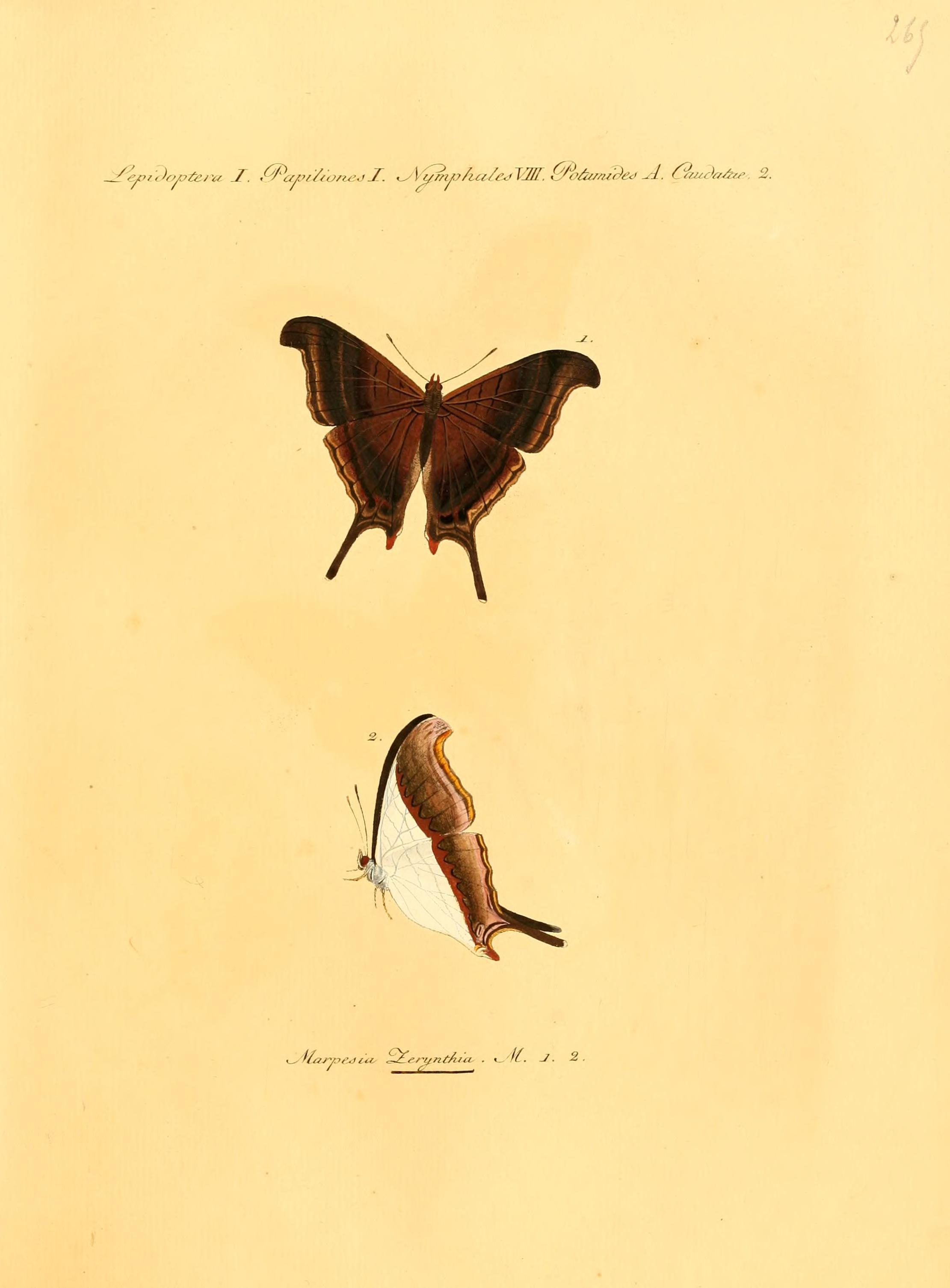